# Canal Cacique Guaymallén
El Canal Cacique Guaymallen es un Canal de riego y de desagüe aluvional que atraviesa el área metropolitana del Gran Mendoza de sur a norte desviándose hacia el este en el municipio de Las Heras junto con el Zanjón de los Ciruelos. Tiene un recorrido de casi 22 kilómetros revestido en hormigón. Se origina en el Dique Cipoletti con las aguas provenientes del embalse Potrerillos del Río Mendoza, en el departamento de Luján de Cuyo y termina su curso nuevamente en el Río Mendoza que continúa hasta las Lagunas de Guanacache. A su vez, colecta las aguas provenientes del Zanjón Frías (límite entre Godoy Cruz y Ciudad de Mendoza) y el Zanjón Maure en Godoy Cruz.

## Historia
El canal mantiene su curso sobre la base del primitivo sistema de canales y acequias heredado de los huarpes en el tiempo prehispánico.
- Datos: Q5746565